# Bindahara ines
Bindahara ines är en fjärilsart som beskrevs av Swinhoe 1911. Bindahara ines ingår i släktet Bindahara och familjen juvelvingar. Inga underarter finns listade i Catalogue of Life.